# Gilles Valdès
Gilles Valdès (né Guy Texidor, le 13 septembre 1924 à Toulouse et mort le 23 février 2018 à Gassin) est un illustrateur français.

## Biographie
Gilles Valdès illustre de nombreux ouvrages destinés à la jeunesse durant les années 1950 et les années 1960, travaillant pour Hachette, notamment pour les collections Idéal-Bibliothèque, Bibliothèque rose et Bibliothèque verte, Delagrave et éditions G. P.
Il y travaille avec les auteurs de ces maisons : Jeanne Saint-Marcoux, Marguerite Thiébold, Mabel Esther Allan, ainsi que pour des auteurs classiques comme Louisa May Alcott, Charlotte Brontë, Pierre MacOrlan, Prosper Mérimée ou Jules Verne.
Pour cette dernière, il a été le principal artiste des séries Souveraine et Dauphine de la collection Rouge et or ,.
Il illustre de nombreux ouvrages de la collection Spirale.
Travaillant dans un atelier à Paris, il est décédé à Gassin où il résidait.

## Ouvrages

### Années 1950
- Saint-Marcoux (ill. Gilles Valdès), Fanchette, le jardin de l'espérance, Paris, Éditions G. P., coll. « Bibliothèque Rouge et or », 1955, 192 p. (BNF 32598110)
- Louisa May Alcott (trad. Denise Hamoir, ill. Gilles Valdès), Le Dr March marie ses filles [« Good wives »], Paris, Hachette, coll. « Idéal-Bibliothèque », 1955, 192 p. (BNF 31708351)
- Saint-Marcoux (ill. Gilles Valdès), Le Voleur de lumière (Mirentchou), vol. 81, Paris, G. P., coll. « Bibl. Rouge et or / Souveraine », 1955, 188 p. (BNF 32598116)
- Marguerite Thiébold (ill. Gilles Valdès), Amitia, fille du lac, vol. 85, Paris, Éditions G. P., coll. « Bibliothèque Rouge et or », 1955, 191 p. (BNF 31455551)
- Marguerite Thiébold (ill. Gilles Valdès), Le Collier de rubis, Paris, Hachette, coll. « Bibliothèque verte », 1956, 255 p. (BNF 31455554)
- Marie-Catherine Le Jumel de Barneville d’Aulnoy (ill. Gilles Valdès), L'Oiseau bleu, Paris, Hachette, coll. « Collection des grands romanciers », 1956 (BNF 31742525)
- Anne Olivier de Ligneries (ill. Gilles Valdès), Catherine princesse captive, Paris, Hachette, coll. « Idéal-Bibliothèque », 1956, 192 p. (BNF 32496254)
- André de La Tourrasse (ill. Gilles Valdès), Le Secret de la Boucanière, Paris, Hachette, coll. « Bibliothèque rose illustrée », 1956, 256 p. (BNF 32352742)
- Marguerite Thiébold (ill. Gilles Valdès), Lili et son basset, Paris, Hachette, 1956, 191 p. (BNF 31455557)
- Joyce Bissell Thomas (trad. Marguerite de La Rochefoucauld, ill. Gilles Valdès), Dragon Vert [« Dragon Green »], Paris, Hachette, coll. « Bibliothèque rose », 1956, 192 p. (BNF 31460882)
- Martha Sandwall-Bergström (trad. Marguerite Gay, Gerd de Mautort, ill. Gilles Valdès), Le Ruisseau des Anges, vol. 116, Paris, Éditions G.P., coll. « Bibliothèque rouge et or », 1957, 192 p. (BNF 32602904)
- Pierre Maël (ill. Gilles Valdès), La Marmotte, Paris, Hachette, coll. « Collection des grands romanciers », 1957 (BNF 31586639)
- Herman Melville et Eliézer Fournier (ill. Gilles Valdès), Veste Blanche, Paris, Delagrave, coll. « Aventure et jeunesse », 1957, 176 p. (BNF 32439600)
- Dominique François (ill. Gilles Valdès), Le Chemin des étoiles…, vol. 4, Paris, Éditions G. P., coll. « Bibliothèque Rouge et or / Dauphine », 1957, 252 p. (BNF 32125095)
- Mine Orange (ill. Gilles Valdès), Dominique et les enfants du soir, Paris, Hachette, coll. « Idéal-bibliothèque », 1958, 190 p. (BNF 32498041)
- André Demaison (ill. Gilles Valdès), Le Livre des bêtes qu'on appelle sauvages, Paris, Delagrave, 1958, 160 p. (BNF 32013785)
- Mabel Esther Allan (trad. Alain Valière, ill. Gilles Valdès), Les Vacances de Cécile, vol. 47, Paris, Hachette, coll. « Bibliothèque verte », 1958, 254 p. (BNF 31711351)
- Saint-Marcoux (ill. Gilles Valdès), Le Diable doux, vol. 126, Paris, Éditions G.P., coll. « Bibliothèque Rouge et or », 1958, 188 p. (BNF 32598107)
- Selma Lagerlöf (trad. Tekla Hammar, Marthe Metzger, ill. Gilles Valdès), Gösta Berling, vol. 37, Paris, G. P., coll. « Super », 1959, 416 p. (BNF 33068897)
- Jean Muray (ill. Gilles Valdès), Une bergère et son chien, Paris, Hachette, coll. « Collection des grands romanciers », 1959, 95 p. (BNF 32475573)
- Michel Manoll (ill. Gilles Valdès), Tristan et Yseult, vol. 36, Paris, Éditions G.P., coll. « Super », 1959, 252 p. (BNF 33196566)
- Prosper Mérimée (ill. Gilles Valdès), Colomba, vol. 12, Paris, Éditions G.P., coll. « Spirale », 1959, 252 p. (BNF 33098096)
- René Garrus (ill. Gilles Valdès), Le Lis du Ponte Vecchio, vol. 148, Paris, Éditions G.P., coll. « Bibliothèque Rouge et or / Souveraine », 1959, 188 p. (BNF 33021118)

### Années 1960
- Jules Verne (ill. Gilles Valdès), Les Tribulations d'un Chinois en Chine, Paris, Hachette, coll. « Collection des grands romanciers », 1960 (BNF 31562643)
- Charlotte Brontë (trad. Geneviève Méker, ill. Gilles Valdès), Jane Eyre, vol. 25, Paris, Éditions G.P., coll. « Spirale », 1960, 252 p. (BNF 32934130)
- Mabel Esther Allan (trad. Alain Valiere, ill. Gilles Valdès), Lise en Italie [« Amanda goes to Italy »], vol. 20, Paris, G. P., coll. « Spirale », 1960, 252 p. (BNF 32901049)
- Mabel Esther Allan (trad. Alain Valiere, ill. Gilles Valdès), Luce en Bavière [« Sara goes to Germany »], vol. 44, Paris, G. P., coll. « Spirale », 1961, 252 p. (BNF 32901050)
- Nine Texidor (Nine Farrel) (ill. Gilles Valdès), Chère Stéphanie, vol. 34, Paris, Éditions G.P., coll. « Spirale », 1961, 252 p. (BNF 33003265)
- Martha Sandwall-Bergström (trad. Jacqueline Puissant, suite de Le Ruisseau des anges et Le Chant du coquillage, ill. Gilles Valdès), Jeune Pépita, vol. 163, Paris, Éditions G.P., coll. « Bibliothèque Rouge et or / Souveraine », 1961, 188 p. (BNF 33165496)
- Mabel Esther Allan (trad. Alain Valiere, ill. Gilles Valdès), Laurence à Gênes [« Blue dragon days »], vol. 52, Paris, Éditions G.P., coll. « Spirale », 1962, 252 p. (BNF 32901048)
- Saint-Marcoux (ill. Gilles Valdès), Aniella, vol. 184, Paris, Éditions G.P., coll. « Bibliothèque Rouge et or / Souveraine », 1962, 188 p. (BNF 33163590)
- Pierre MacOrlan (ill. Gilles Valdès), L'Ancre de miséricorde, vol. 73, Éditions G.P., coll. « Super », 1962, 256 p. (BNF 33085708)
- Jean Portail (ill. Gilles Valdès), Contes et légendes du pays niçois, Paris, Hachette, coll. « Contes et légendes de tous les pays », 1964, 256 p. (BNF 33141175)
- Sally Salminen (trad. Sven Sainderichin, Pierre Chardon, ill. Gilles Valdès), Katrina, Paris, Société nouvelle des Éditions G.P., 1964, 384 p.
- Renée Manière (ill. Gilles Valdès), Le Secret de Maria-Luisa, vol. 86, Paris, Société nouvelle des Éditions G.P., coll. « Spirale », 1964, 188 p. (BNF 33088534)
- Othmar Franz Lang (trad. Marie Dixmont, ill. Gilles Valdès), Demain, peut-être [« Vielleicht in fünf, sechs Jahren »], vol. 42, Paris, Éditions G.P., coll. « Jeunesse-Pocket », 1964 (BNF 33070319)
- Sally Salminen (trad. Sven Sainderichin, Pierre Chardon, ill. Gilles Valdès), Katrina, vol. 26-27, Paris, Éditions G.P., coll. « Jeunesse-Pocket », 1963, 384 p.
- Jeanne Christiaens (ill. Gilles Valdès), Le Vainqueur de la nuit ou La vie de Louis Braille, vol. 99, 206, Paris, Éditions G.P., coll. « Spirale », 1965, 1673, 188 p. (BNF 32950669)
- Cécile d'Argel (ill. Gilles Valdès), Pour sauver le prince, vol. 219, Paris, Éditions G. P., coll. « Bibliothèque Rouge et or. Souveraine », 1965, 188 p. (BNF 32905789)
- Mabel Esther Allan (trad. Alain Valière, ill. Gilles Valdès), Nicole à New York [« New York for Nicola »], vol. 97, Paris, Éditions G.P., coll. « Spirale », 1965 (BNF 32901051)
- Saint-Marcoux (ill. Gilles Valdès), Mon village au bord du ciel…, vol. 218, Paris, Éditions G.P., coll. « Bibliothèque Rouge et or. Souveraine », 1965, 188 p. (BNF 33163601)